# Saint-Lucien, Québec
Saint-Lucien är en kommun i provinsen Québec i Kanada. Den ligger i regionen Centre-du-Québec, i den sydöstra delen av landet, 270 km öster om huvudstaden Ottawa. Antalet invånare var 1 801 vid folkräkningen 2021. Landarean är 111 kvadratkilometer.